# Подземелья Рынка
Подземелья Рынка (пол. Podziemia Rynku) — подземелья, находящиеся под Рыночной площадью в Кракове, Польша. В настоящее время являются филиалом Краковского исторического музея. Памятник Малопольского воеводства. Общая площадь подземелий составляет около 6 тысяч квадратных метров. В систему рыночных подземелий также входит подвал под башней бывшей городской ратуши.

## История
Первые работы под землёй начались во второй половине 2009 года. Общая стоимость инвестиций по сооружению подземелий составила почти 38 миллионов злотых. Первоначально открытие музея планировалось на 5 июня 2010 года, но из-за незаконченных работ открытие состоялось 24 сентября 2010 года.
В настоящее время в музее экспонируются постоянные и временные выставки. Постоянная экспозиция называется «Śladem europejskiej tożsamości Krakowa» (Следами европейской самоидентификации Кракова), которая была открыта 27 сентября 2010 года. Выставка представляет около 700 экспонатов, обнаруженных при археологических раскопках, производимых во время реконструкции Рыночной площади в 2005 году. В подземелье находятся несколько десятков мультимедийных экранов, представляющих историю Кракова (около 600 реконструкций в 3 D, 13 голографических фильмов).